# Partidul Muncitorilor din Kurdistan

Steagul PKK, utilizat din 2005

Partidul Muncitorilor din Kurdistan (Parti Karkerani Kurdistan), prescurtat PKK, este o organizație separatistă kurdă care luptă pentru independența teritorială a kurzilor din Turcia, în vederea creării unui Kurdistan independent.
Turcia, împreună cu Statele Unite și multe alte state europene consideră PKK o grupare teroristă și refuză orice negocieri în vederea soluționării problemei kurde.